# Bestandvertrag
Der Bestandvertrag ist im österreichischen Schuldrecht die grundlegende Form der Überlassungen.
Der Bestandvertrag ist im § 1090 Allgemeines bürgerliches Gesetzbuch (ABGB) geregelt:

„Der Vertrag, wodurch jemand den Gebrauch einer unverbrauchbaren Sache auf eine gewisse Zeit und gegen einen bestimmten Preis erhält, heißt überhaupt Bestandvertrag.“

Das Vertragsverhältnis wird Bestand genannt, die beiden Vertragspartner heißen Bestandsgeber und Bestandsnehmer. Der Preis ist ein Entgelt (Bestandzins).
Bei den Bestandsverträgen sind zwei grundlegende Formen zu unterscheiden:
- die Miete
- die Pacht

„Der Bestandvertrag wird, wenn sich die in Bestand gegebene Sache ohne weitere Bearbeitung gebrauchen läßt, ein Mietvertrag; wenn sie aber nur durch Fleiß und Mühe benützt werden kann, ein Pachtvertrag genannt.“

Typischerweise würde man also einen Parkplatz mieten, aber einen Obstgarten pachten. Zur Pacht gehört dann auch, dass Früchte (im allgemeinen Sinne) des Bestands dem Bestandsnehmer zustehen (Fruchtziehung). Die Abgrenzung der beiden Formen ist in der Praxis nicht immer einfach. Insbesondere regelt § 1091 2. Satz: „Werden durch einen Vertrag Sachen von der ersten und zweiten Art zugleich in Bestand gegeben; so ist der Vertrag nach der Beschaffenheit der Hauptsache zu beurteilen.“
Auswirkung hat die Unterscheidung beispielsweise für die Immobiliarmiete, weil der Mieterschutz laut Mietrechtsgesetz (MRG) zwingend ist, während Pachten bei Immobilien zwischen den Vertragspartnern weitgehend frei gestaltet werden dürfen. Außerdem gibt es unterschiedliche Regelungen in Bezug auf Unbrauchbarkeit (Zinsbefreiung bei der Miete) und den Lastentragungen (Erhaltungspflicht, Ausbesserung, Wiederherstellung; Abgaben; Schutzpflichten; und Ähnliches), sowie in Bezug auf Gebrauchsweitergabe.
Eine dritte, moderne Form ist:
- das Leasing (Miete mit Elementen des Kaufs auf Kredit)

Zu Unterscheiden von den Bestandverträgen hingegen sind zum einen die Leihe (unentgeltliches Überlassen) wie auch der Kauf (weitergehende Besitzübergabe). Daneben gibt es noch einige verwandte Spezialformen, wie Erbpacht- und Erbzins-Vertrag, oder Abbauvertrag (verbrauchbare Sachen).
Die Gebühr für Vertragsurkunden bei Bestandverträgen ist im § 33 TP 5 Gebührengesetz 1957 (GebG) geregelt.